# Perfuzja
Perfuzja – przepływ płynu ustrojowego (najczęściej krwi) przez tkankę lub narząd. Perfuzja krwi przez narząd zwykle określana jest jako procent pojemności minutowej serca i zależy m.in. od:
- zapotrzebowania narządu na tlen i składniki odżywcze,
- stanu naczyń krwionośnych zaopatrujących narząd,
- pojemności minutowej serca,
- ciśnienia tętniczego krwi,
- właściwości reologicznych krwi.

Perfuzja może być określana jako iloraz przepływu i masy:
- Perfuzja = Q (przepływ) : m (masa)[1]

Wielkość przepływu krwi jest zależna od oporu naczyniowego, który jest odwrotnie proporcjonalny do promienia naczynia krwionośnego podniesionego do czwartej potęgi zgodnie z prawem Hagena-Poiseuille’a. 
Dostateczna perfuzja jest niezbędna do prawidłowego funkcjonowania narządów i tkanek. W wyniku zmniejszenia perfuzji dochodzi do hipoksji oraz zatrzymania produktów metabolizmu w obrębie tkanki. Skutkuje to upośledzeniem funkcji komórek, możliwe jest również powstanie ogniska martwicy (czyli zawału niedokrwiennego). Objawy kliniczne zmniejszonej perfuzji są zależne od funkcji danego narządu (danej tkanki) oraz stopnia jego (jej) niedokrwienia.
Dzięki rozwojowi technik obrazowania, w ostatnich latach dopuszczono do użycia medycznego rozwiązania pozwalające na zobrazowanie perfuzji tkanek w czasie rzeczywistym, przede wszystkim dzięki zastosowaniu zieleni indocyjaninowej w roli kontrastu.

## Inne znaczenia
W kardiochirurgii perfuzja to również nazwa metody polegającej na zastosowaniu sztucznego systemu krążenia pozaustrojowego, wspomagającego pracę mięśnia sercowego i umożliwiającego na czas zabiegu zatrzymanie pracy serca poprzez kardioplegię. Zastosowanie polega na podpięciu przez chirurgów pompy pozaustrojowej, obsługiwanej przez technika perfuzjonistę pod okiem anestezjologa (tzw. płucoserce). Zapewnia ona pacjentowi krążenie krwi i wymianę gazową, utrzymując tym samym prawidłowe dotlenienie mózgu i innych ważnych dla życia narządów wewnętrznych. Wynalezienie tego systemu było istotnym przełomem w kardiochirurgii.